# 三宅俊作
三宅 俊作（みやけ しゅんさく、1952年6月2日 - ）は、日本の実業家。新日本石油（後のJXエネルギー）及びその関連会社の役職を歴任し、2014年、JX日鉱日石開発（2016年4月、JX石油開発に社名変更）代表取締役社長、石油鉱業連盟副会長。2018年に退任。

## 略歴
- 1971年3月 香川県大手前高校 卒業[5]
- 1975年3月 神戸大学経済学部 卒業[1][5]
- 1975年4月 日本石油:入社[1][2]
  - 2001年12月 - 2006年6月 水島エルエヌジー:代表取締役社長 (日石三菱から派遣)[6][7]
  - 2002年4月 - 水島エルエヌジー販売:代表取締役社長 (同上)[8]
- 2006年4月 - 新日本石油:執行役員[1]
- 2010年7月 - JX日鉱日石エネルギー:取締役常務執行役員[2] / エネルギー・ソリューション本部長[1]
  - 2011年 - 2014年 東京フットボールクラブ:取締役[9]
- 2014年4月 - JX日鉱日石エネルギー:取締役常務執行役員 / 産業燃料部・石炭事業部・ガス事業部管掌[10]
- 2014年6月 - JX日鉱日石開発:代表取締役社長 社長執行役員[3][2]、石油鉱業連盟副会長、資源エネルギー庁総合資源エネルギー調査会資源・燃料分科会委員[11]
- 2018年6月 - JX石油開発顧問[12]